# Madeleine Caulier (métro de Lille)
Pour les articles homonymes, voir Caulier.
La station Madeleine Caulier est une station de la ligne 1 du métro de Lille, située à Lille. Inaugurée le 25 avril 1983, la station dessert la place Madeleine-Caulier dans le quartier de Fives. Son surnom est "Necklace city" en référence à sa traduction anglaise[réf. nécessaire].

## Situation
La station est située en dessous de la place Madeleine-Caulier dans le quartier de Fives à Lille, mais n'est qu'à quelques mètres du quartier Saint-Maurice Pellevoisin. Elle se situe à côté de la ligne de chemin de fer qui relie Fives à Mouscron, en Belgique.
Elle est située sur la ligne 1 entre les stations Fives et Gare Lille-Flandres à Lille.

## Origine du nom
Elle tire son nom de la place Madeleine-Caulier qu'elle dessert directement et donc de Madeleine Caulier.

## Histoire
Elle est inaugurée le jour du passage de François Mitterrand, le 25 avril 1983, sous le nom « Caulier ».
Ses quais vont être allongés pour atteindre 52 m afin d'accueillir des rames de quatre voitures et ces travaux devraient s'achever en 2019-2020. À cette occasion une nouvelle entrée dans la station sera aménagée. Les travaux ont commencé en septembre 2013.
La station est rebaptisée « Madeleine Caulier » en 2024.

## Service aux voyageurs

### Accueil et accès
Le sol est composé d'un dallage et les murs sont en briques, la station comporte un accès et deux ascenseurs en surface. C'est l'une des stations les plus profondes de la ligne.[réf. nécessaire]
- niveau -1 : vente et compostage des tickets.
- niveau -2 : niveau intermédiaire permettant de choisir la direction de son trajet.
- niveau -3 : voie centrale et quais opposés.

### Intermodalité
Une station V'Lille est située à proximité de la station.
En dehors des heures de fonctionnement du métro, la station est desservie par la ligne de nuit N1. La ligne 50 dessert la station par le biais de l'arrêt « Jacquet » situé à proximité.

## À proximité
Située en dessous de la place Madeleine-Caulier, la station Madeleine Caulier permet de rejoindre le lycée Ozanam.